# Клінт Метіс
Клінт Метіс (англ. Clint Mathis; нар. 25 листопада 1976, Коніерс, Джорджія) — колишній американський футболіст, атакуючий півзахисник збірної США. Учасник чемпіонату світу 2002 року.

## Клубна кар'єра
Метіс почав свою кар'єру в 1998 році, коли був обраний на драфті серед коледжів командою «Лос-Анджелес Гелаксі». Після двох років, проведених у стані клубу він був клуб придбав мексиканського нападника Луїса Ернандеса, який і зайняв місце Клінта.
У 2000 році Клінт перейшов в «МетроСтарз». 26 серпня в матчі проти «Далласа» він забив п'ять м'ячів, встановивши рекорд MLS. Забивши 14 голів в 16 матчах Метіс за підсумками сезону потрапив у збірну MLS. Після закінчення сезону 2002 року німецька «Баварія» хотіла придбати Клінта, але перехід був заблокований керівництвом MLS.
У 2004 році на правах вільного агента Метіс все-таки переїхав у Німеччину, підписавши контракт німецьким «Ганновером 96». Він покинув «МетроСтарз» будучи другим найкращим бомбардиром в історії команди з 39 м'ячами у всіх змаганнях.
У своєму дебютному матчі за «Ганновер» Клінт забив гол. У перших п'яти іграх Бундесліги він забив 4 м'ячі, але після зміни тренера Ральфа Рангніка на Евальда Лінена, Метіс перестав потрапляти до складу. 25 вересня 2004 року він вийшов на заміну наприкінці матчу і майже відразу ж забив гол. Святкуючи забитий м'яч він підбіг до лавки запасних і постукав по уявному наручному годиннику, натякаючи тренеру на ігровий час, що відводиться йому на полі. Після цього епізоду Метіс більше жодного разу не потрапив в заявку на матч.
У грудні 2004 року Клінт повернувся в США, прийнявши запрошення «Реал Солт-Лейк». Незважаючи на постійне місце в основі Метіс за сезон забив лише три м'ячі.
У грудні 2005 року він був обміняний в «Колорадо Репідз» на Джеффа Каннінгема. Після невиразного сезону в новому клубі Клінт повернувся в «Нью-Йорк Ред Буллз». 14 квітня 2007 року в дебютному матчі за нову команду проти «Далласа» Метіс забив гол.
У січні 2008 року Метіс підписав короткостроковий контракт з грецьким «Ерготелісом». Він взяв участь у 8 зустрічах і забив гол. Після цього Клінт повернувся до Америки, де протягом двох сезонів виступав за «Реал Солт-Лейк», ставши чемпіоном США, і «Лос-Анджелес Гелаксі», у складі якого завершив кар'єру у 2010 році.

## Міжнародна кар'єра
6 листопада 1998 року в матчі проти збірної Австралії Метіс дебютував за збірну США. 15 листопада 2000 року в матчі проти збірної Барбадосу Клінт забив свій перший гол за національну команду.
У 2002 році він у складі збірної поїхав на чемпіонат світу. На мундіалі Метіс взяв участь в матчах проти збірних Німеччини, Польщі, а в поєдинку проти Південної Кореї забив гол. У тому ж році він брав участь у розіграші Золотого Кубка КОНКАКАФ, який Метіс з командою виграв.
У 2003 році Клінт вдруге взяв участь у розіграші Золотого Кубка КОНКАКАФ і брав участь в Кубку Конфедерацій.

## Досягнення
Клубні
 «Реал Солт-Лейк»
- Володар Кубка MLS: 2009

Збірні
- Бронзовий призер Золотого кубка КОНКАКАФ: 2003